# Tứ Động Tâm

Bản đồ Bốn thánh tích Tứ Động Tâm trên bản đồ Ấn Độ và Nepal thời hiện đại. Các địa điểm có là thuộc Tám thánh tích (gồm Tứ Động Tâm) phát sinh sau đó (xem Tứ Động Tâm và Tám Thánh Tích).

Tứ Động Tâm (chữ Hán: 四動心), còn gọi là Tứ Thánh Tích hay Tứ Thánh Tích Phật giáo) là bốn di tích hành hương gắn liền với cuộc đời Thích Ca Mâu Ni, người sáng lập ra Phật giáo.
Bốn di tích này được nhắc đến trong Kinh Đại Bát Niết-bàn (Mahāparinibbāna Sutta) và có ý nghĩa đặc biệt trong truyền thống hành hương Phật giáo. Theo kinh điển ghi lại lời dạy của Đức Phật trước khi nhập diệt, bốn nơi này "cần phải được chiêm bái và tôn kính" bởi người Phật tử, khi trông thấy sẽ khởi lên cảm xúc tâm linh mãnh liệt (tiếng Phạn: saṁvega). Chính vì có khả năng làm "chấn động tâm can" người chiêm bái như vậy, chúng được gọi là "Tứ Động Tâm".
Tứ Động Tâm bao gồm các di tích
- Lâm Tỳ Ni (Lumbini, Nepal): Nơi Phật đản sinh năm 623 TCN[4]
- Bồ Đề Đạo Tràng (Bodh Gaya, Ấn Độ): Nơi Phật thành đạo năm 588 TCN[9]
- Vườn Lộc Uyển (Sarnath, Ấn Độ): Nơi Phật chuyển Pháp luân năm 528 TCN[10]
- Rừng Sa La Song Thọ ở Câu Thi Na (Kushinagar, Ấn Độ): Nơi Phật nhập Niết-bàn năm 543 TCN[11]

### Vườn Lâm Tỳ Ni

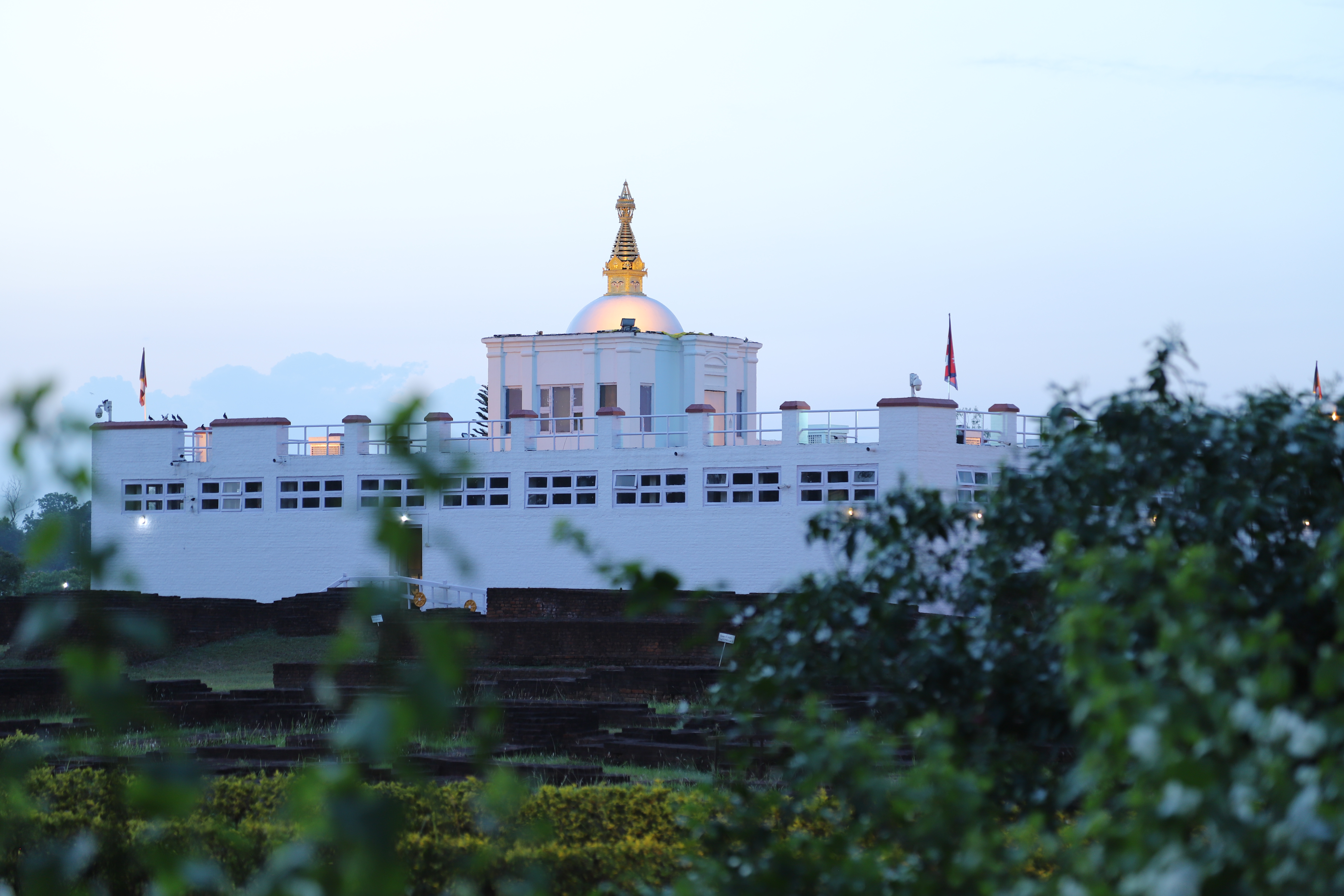
Đền Maya Devi và trụ đá A-dục tại Lâm Tỳ Ni, Nepal.

### Bồ Đề Đạo Tràng

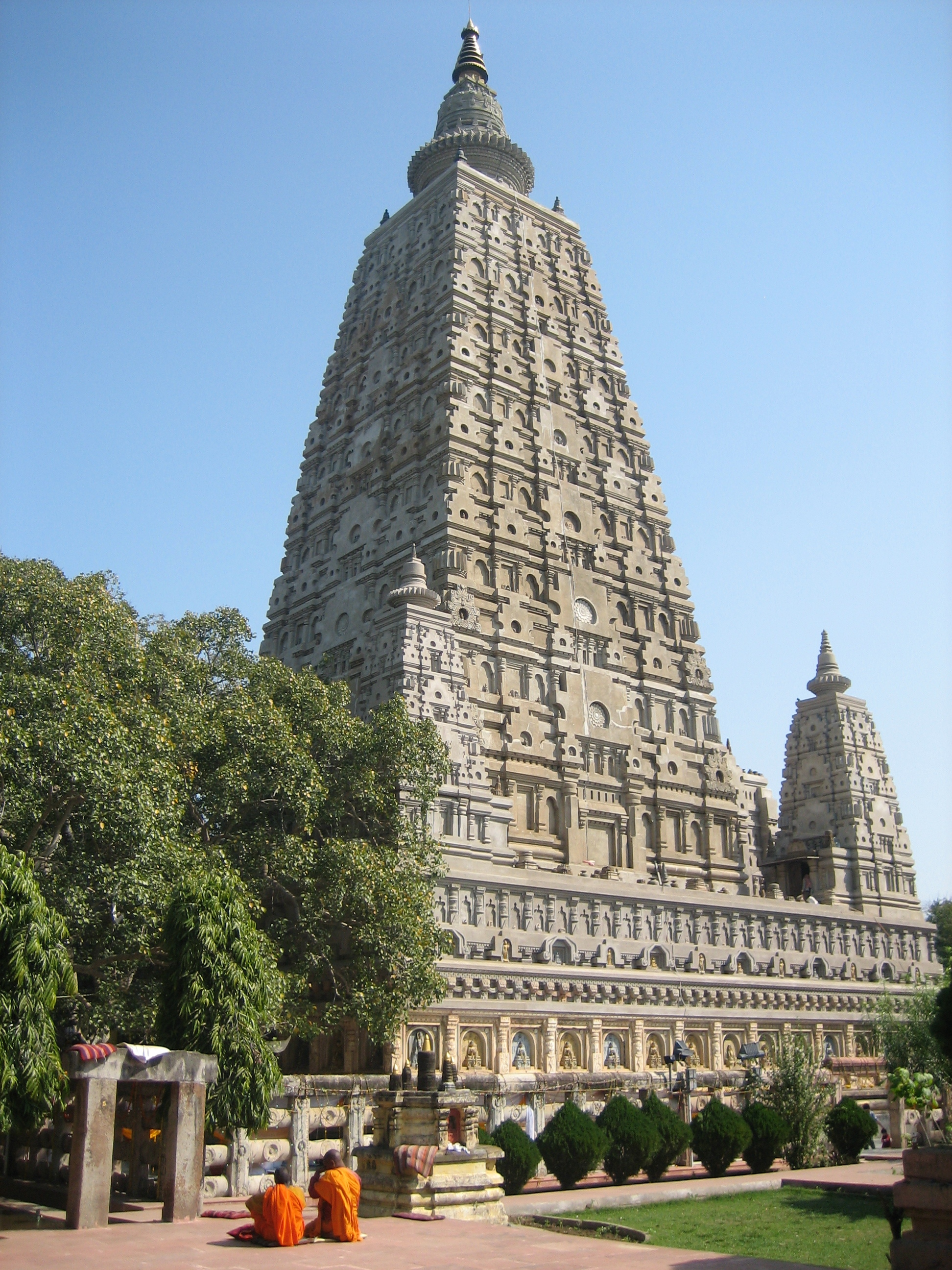
Đại tháp Giác Ngộ ở Bồ Đề Đạo Tràng

### Vườn Lộc Uyển

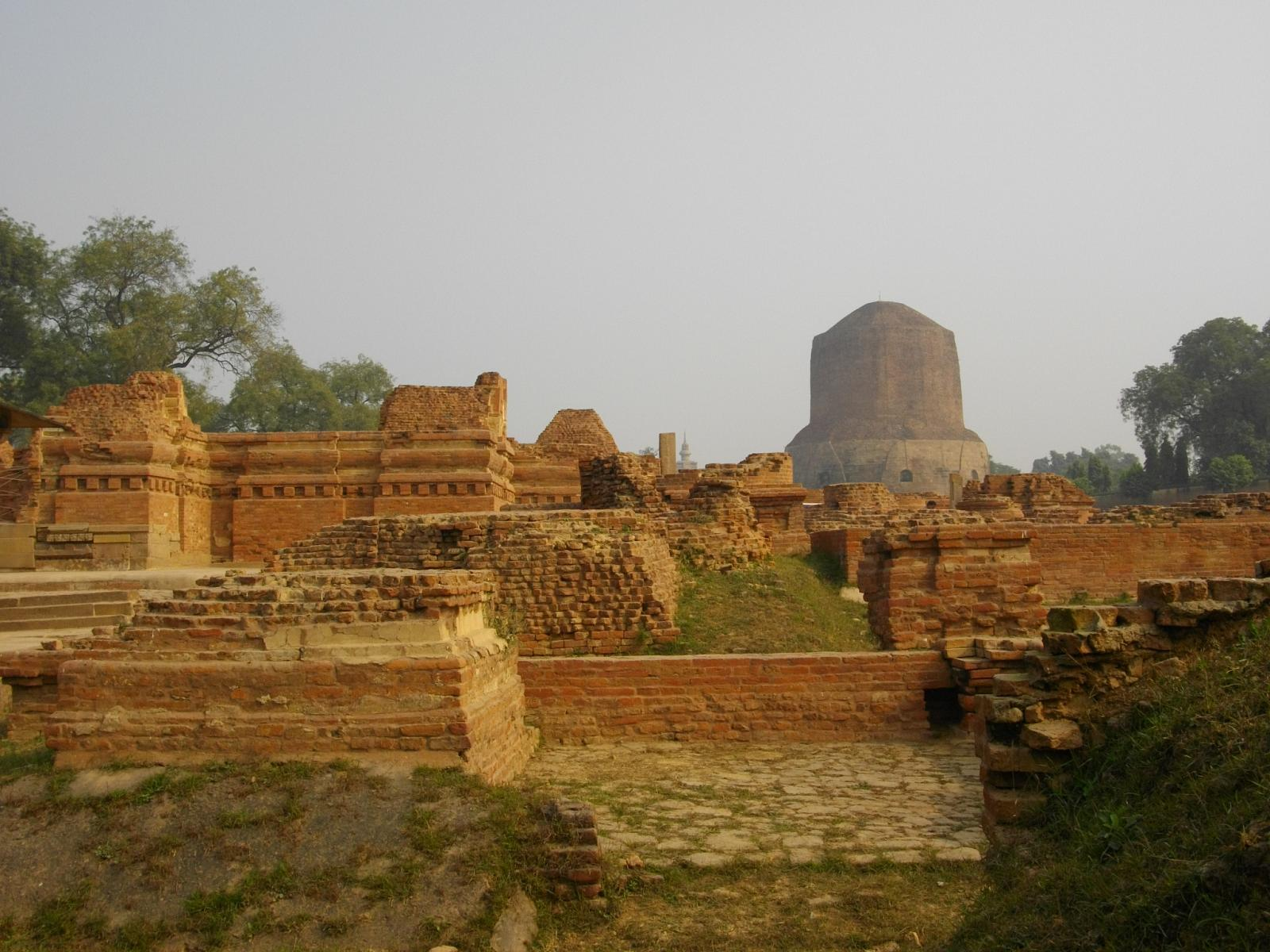
Các di tích Phật giáo cổ còn lại ở vườn Lộc Uyển

### Rừng Sa La Song Thọ (Câu Thi Na)

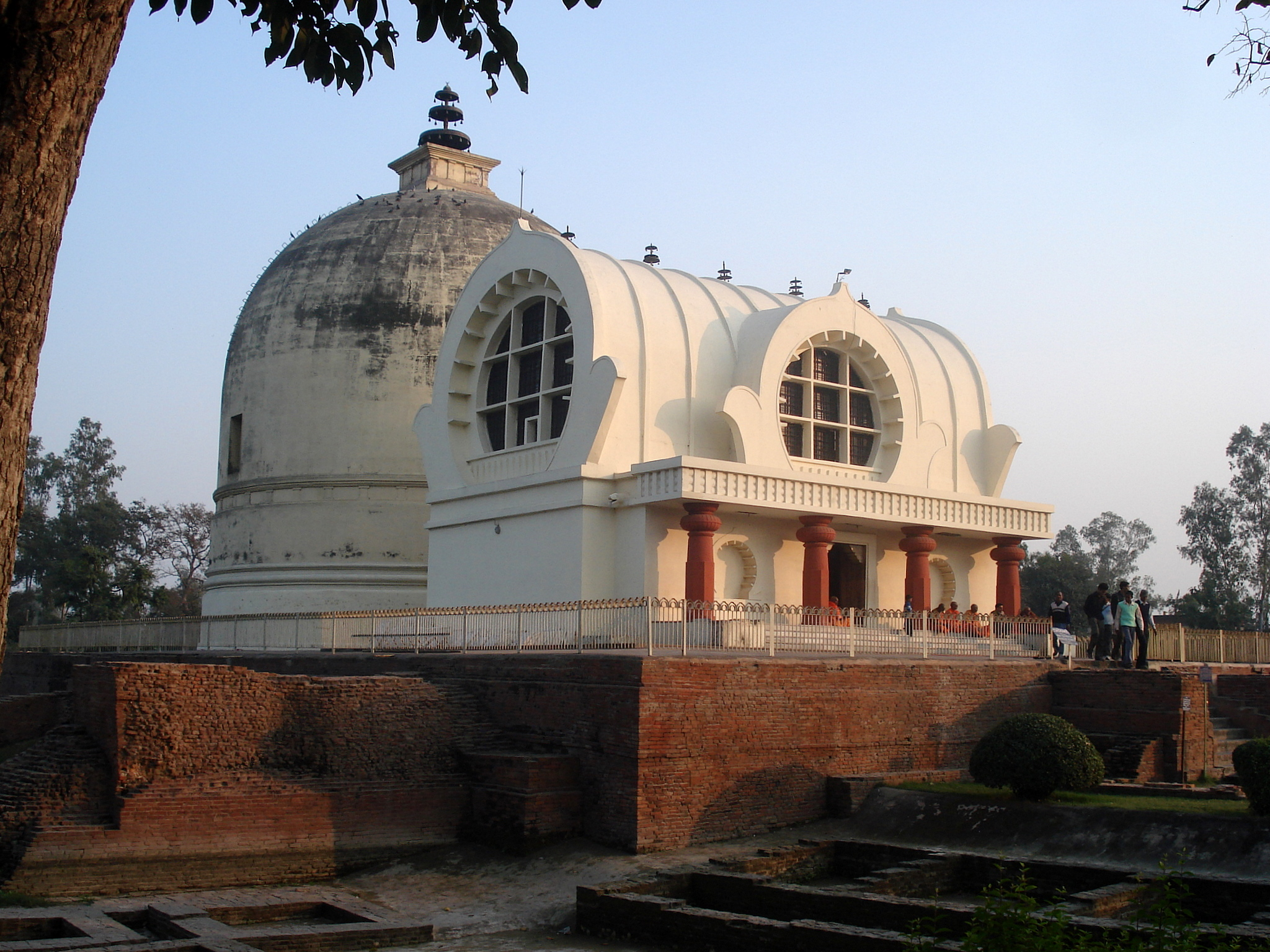
Bảo tháp Parinirvana hay chùa Đại Niết-bàn hiện tại, xây dựng trên nơi diễn ra sự kiện Phật nhập niết bàn.

## Hoạt động thời hiện tại

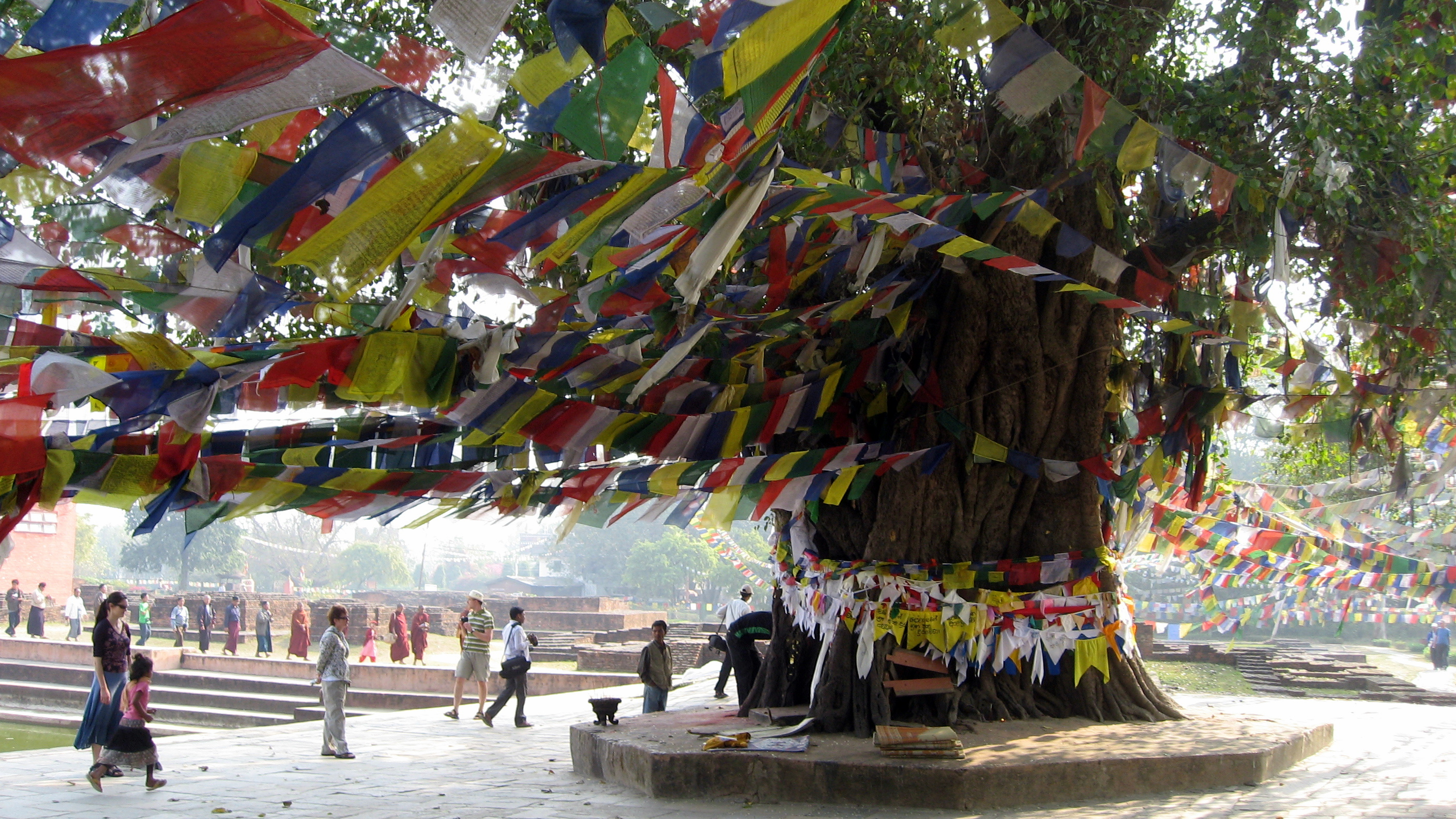
Du khách và tu sĩ Phật giáo tham quan và chiêm bái ở Lâm Tỳ Ni, Nepal.